# Изобилие
Изоби́лие (ст.‑слав. обилъ, греч. δαψιλής, ἄφθονος «много») — это большое количество, обилие, множество, излишество, достаток, довольство, богатство чего-либо.
Одно из позднейших аллегорических созданий греко-римской мифологии. О религиозном почитании Изобилия ничего не известно. Изобилие часто изображается на монетах поздних римских императоров, в виде женщины (римская богиня Абунданция (лат. Abundantia — довольство, изобилие)), сыплющей всякие блага из рога Изобилия, изредка с колосьями в руке.
Изобилие тесно связано со свободой выбора. Существует изобилие пищи, изобилие мыслей, изобилие женщин для мужчины, мужчин для женщины, изобилие услуг, изобилие красок, изобилие действий и так далее[значимость факта?].
Важный стереотип потребительского общества.